# 萬巒豬腳

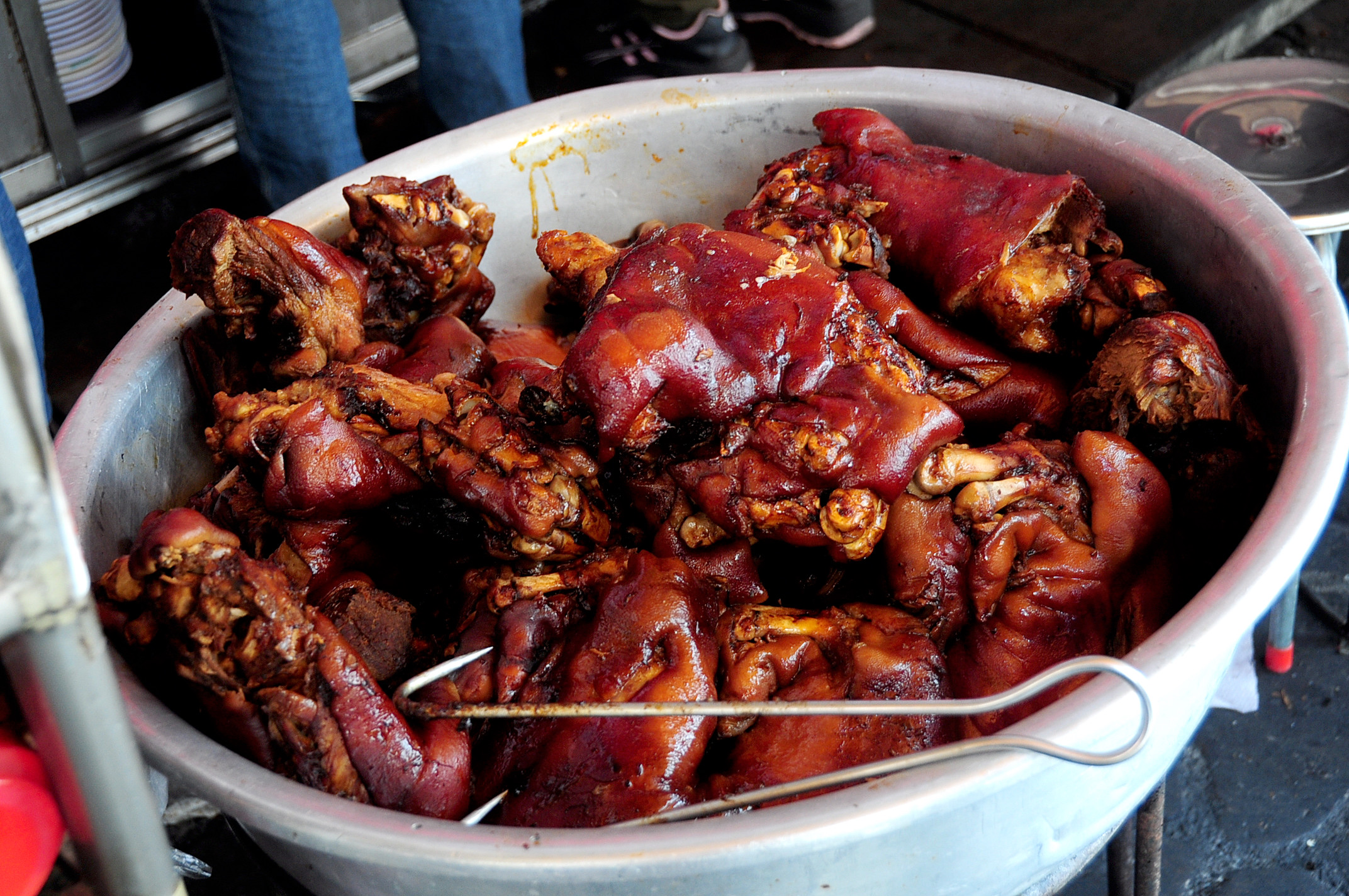
萬巒豬腳

萬巒豬腳街

萬巒豬腳是前長豬腳，屬於臺灣小吃的一種，最有名的店家是位在屏東縣萬巒鄉的海鴻飯店。因為萬巒鄉產的豬腳醬料特殊使屏東縣萬巒鄉的豬腳在台灣獲得知名度。

## 製程
使用材料有醬油、糖、鹽、蒜泥、香料及中藥，中藥的作用主要是吸附豬腳本身油脂，每鍋約可以處理30個豬腳，滷煮至少3次，製作耗時。

## 歷史
萬巒豬腳的起源傳說在日本時代，由林姓的麵攤經營者銷售紅燒豬腳，後來主營紅燒豬腳事業，受到歡迎而讓萬巒豬腳廣為人知。
1970年後賣豬腳的店家開設形成萬巒的豬腳街，萬巒的豬腳因為特殊製程聞名。
2021年曾經被中國國民黨立委李德維質疑使用美豬，引起萬巒豬腳業者抗議及自清，屏東縣政府則表示有進行稽核，檢查產地證明及屠宰證明。此事件曾經引起品牌形象及商譽被破壞的疑慮。

## 活動
每年會辦理萬巒豬腳節，主要有刺激消費，帶動觀光的功能。